# 自由意志保守主義
自由意志保守主義（Libertarian conservatism）是一種結合了右派自由意志主義及保守主義部份觀點的意識型態。自由意志保守主義的優先價值是實現社會和文化上的消極自由並反對自由主義社會工學。

## 簡述
1975年，羅納德·里根曾稱「我認為保守主義最核心的部分和靈魂是自由意志主義」，但一些自由意志主義者批評里根的政策立場並非自由意志主義。自由意志保守主义倡导尽可能大的经济自由，以及尽可能小的政府对社会生活干预，这被称为“小政府”，反映了自由放任的古典自由主义，但同時也被结合到了强调权威、道德和责任，同时也更加社会保守主义化的哲学思想。
自由意志保守主義是由英國經濟學家亞當·斯密所提倡的英式保守主義與法國大革命啟蒙時期伏爾泰、孟德斯鳩與盧梭的歐陸激進自由主義思想之間的融合。

## 抨擊
著名經濟學家弗里德里希·海耶克曾經撰文指出放任自由主義（即自由意志主義）與保守主義之間的互相違背之處並對保守主義提出了許多抨擊意見。

## 代表人物
- 路德維希·馮·米塞斯 奧地利派代表人物之一
- 米爾頓·佛利民 美國猶太裔經濟學家
- 朗奴·列根 共和黨藉美國總統
- 戴卓爾夫人 英國前任首相
- 現任美國共和黨藉眾議員
- 蘭德·保羅 現任美國共和黨藉參議員、茶黨運動參與者
- 汉斯-赫尔曼·霍普 德裔经济学家、奧地利派人士、自由市場保守主義者

## 外部連結
- Republican Liberty Caucus （页面存档备份，存于）: A group of libertarian conservatives
- Frank S. Meyer: The Fusionist as Libertarian Manqué （页面存档备份，存于）
- "What Libertarians and Conservatives Say About Each Other: An Annotated Bibliography" （页面存档备份，存于）, by Jude Blanchette, LewRockwell.com, October 27, 2004